# Independence (Oregon)
Independence è una città degli Stati Uniti, situata in Oregon, nella contea di Polk.